# Linia kolejowa Hanušovice – Staré Město pod Sněžníkem
Linia kolejowa Hanušovice – Staré Město pod Sněžníkem – linia kolejowa w Czechach, biegnąca przez kraj ołomuniecki, od Hanušovic do Starégo Města pod Sněžníkem.

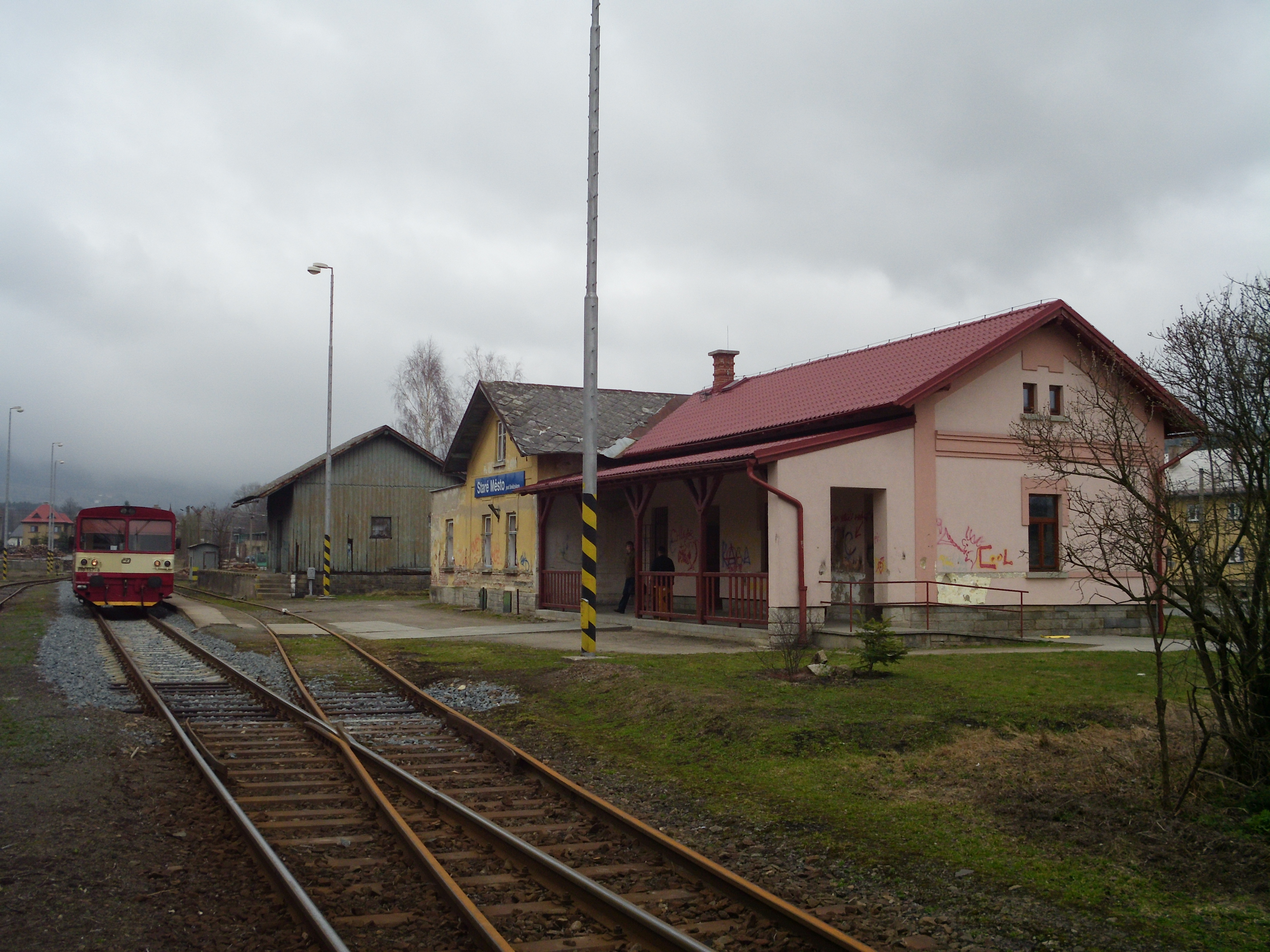
Staré Město pod Sněžníkem